# Максимівка (Миргородський район)
Макси́мівка — село в Україні, в Миргородському районі Полтавської області. Населення становить 265 осіб. Входить до складу Краснолуцької сільської громади.
Після ліквідації Гадяцького району у липні 2020 року увійшло до Миргородського району.

## Географія
Село Максимівка розташоване на лівому березі річки Грунь, на протилежному березі розташовані села Сватки та Римарівка.
Річка у цьому місці звивиста, утворює лимани, стариці та заболочені озера.

## Назва
На території України 22 населених пункти із назвою Максимівка.

## Історія
- 1610 — дата заснування.
- За даними на 1859 рік у власницькому та козачому селі Гадяцького повіту Полтавської губернії, мешкало 385 осіб (297 чоловічої статі та 392 — жіночої), налічувалось 81 дворове господарство, існувала православна церква[2].
- Село постраждало внаслідок геноциду українського народу, проведеного окупаційним урядом СРСР 1923–1933 та 1946–1947 роках.
- До 2018 року орган місцевого самоврядування — Римарівська сільська рада.